# Schloss Wahn

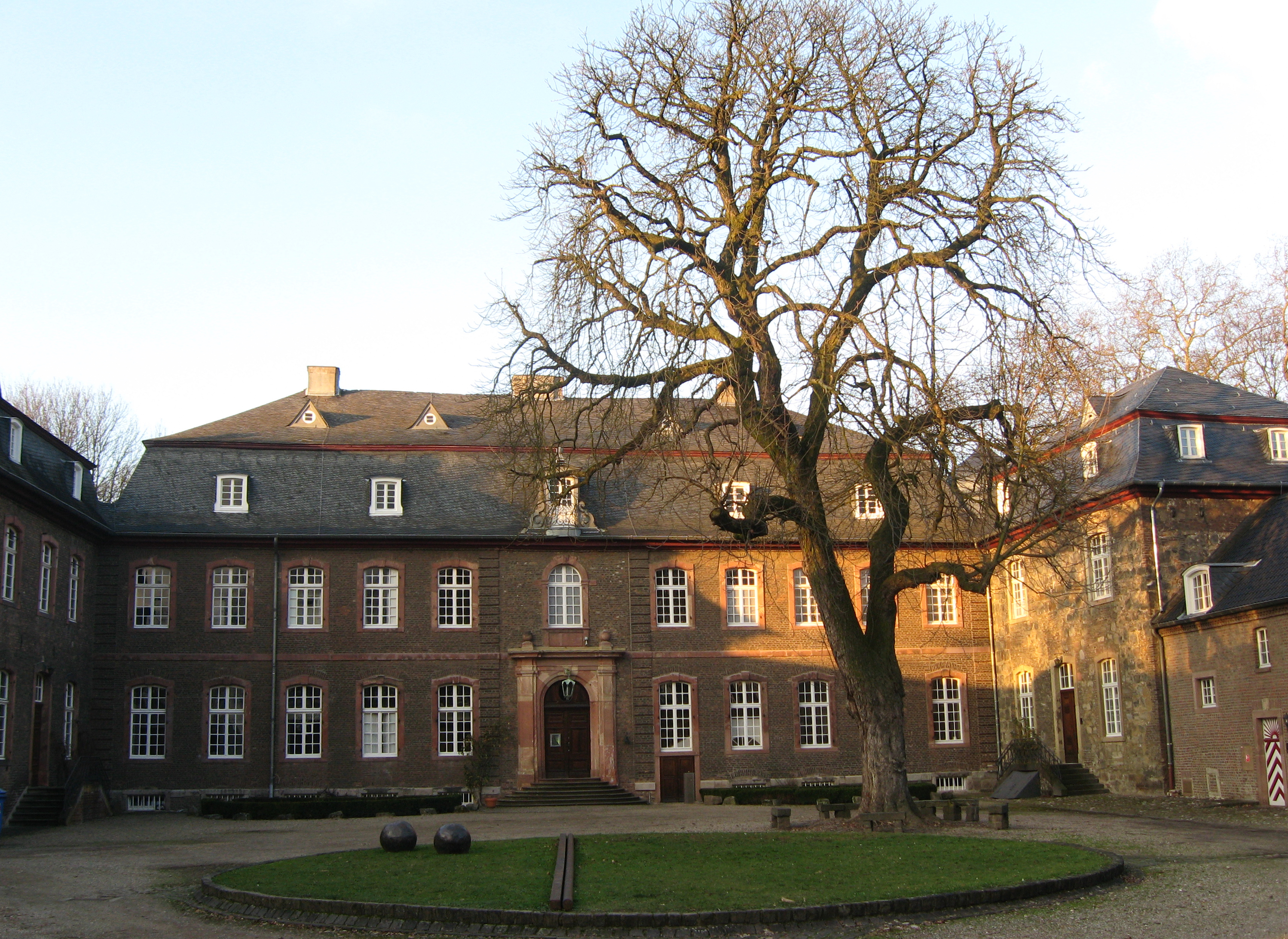
Schloss Wahn, Innenhof und Eingangsportal

Schloss Wahn ist eine nach den Plänen des Architekten Johann Georg Leydel im Stil des Spätbarock erbaute dreiflügelige Schlossanlage im gleichnamigen Kölner Stadtteil Wahn, die dem Vorbild eines französischen „Maison de plaisance“ entsprach, aber auch ihre Bestimmung als Gutshof erfüllte. Das Gebäudeensemble des Schlosses ist seit dem 9. November 1982 als Baudenkmal geschützt.

## Geschichte

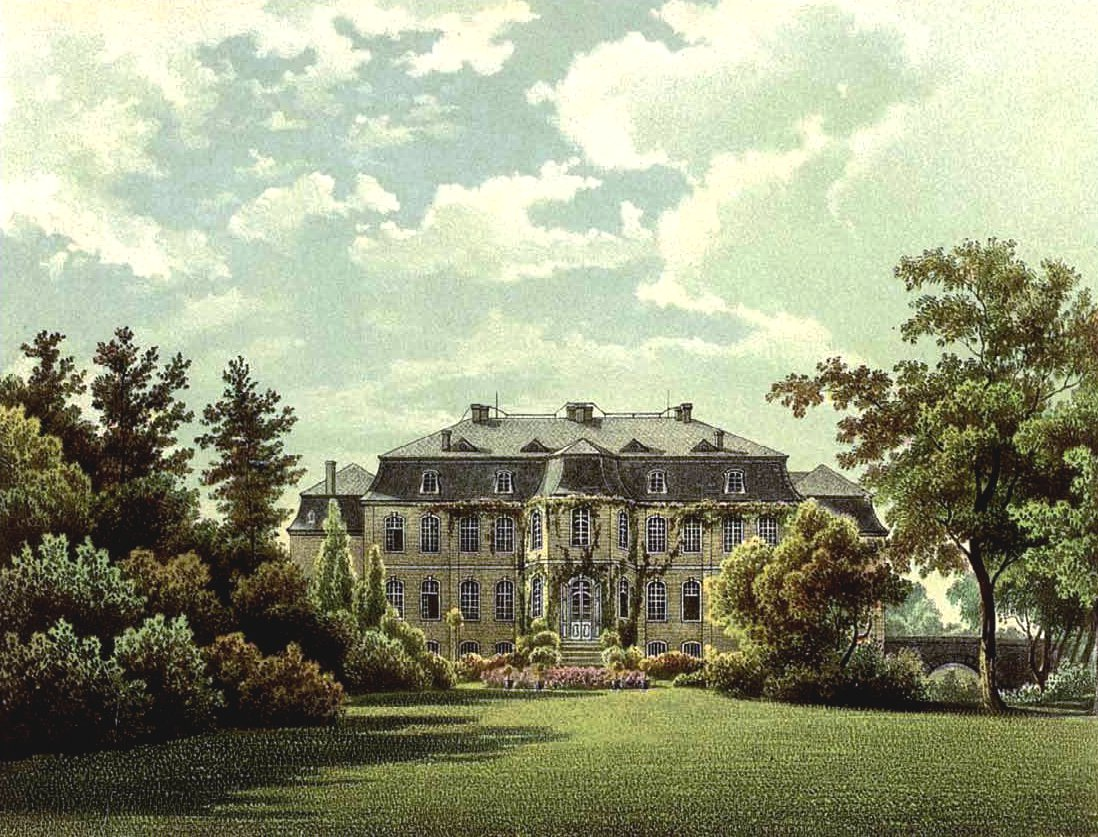
Schloss Wahn um 1860 (Lithografie), Sammlung Alexander Duncker

Das heutige Schloss Wahn wurde erstmals urkundlich erwähnt im Jahre 1358 als Besitz der Familie von Revelen. Der „Hoff zu Wande“ war in dieser Zeit eine Wasserburg, die aus einem Wohnturm, Torbau, Wassergraben und Vorburg bestand. Im 15. Jahrhundert gehörte die Burg der Familie von Loë und ging ab 1522 in das Eigentum der Familie von Zweiffel über. Im Jahre 1588 zerstörte und brandschatzte ein Söldnerheer die Wasserburg Wahn. Ab dem Jahr 1685 wird die Adelsfamilie von Schall als Eigentümer geführt, und die Grafen Schall waren es auch, die im Jahre 1753 den Umbau der Burg in ihre heutige Form eines repräsentativen spätbarocken Schlosses veranlassten. 1785 gelangte das Schloss in den Besitz der Familie Heereman von Zuydtwyck. Seit dem Jahre 1820 gehört Schloss Wahn den Freiherrn von Eltz-Rübenach, die im 19. und Anfang des 20. Jahrhunderts Umgestaltungen am Schlossensemble vornehmen ließen. 1840 übernahm Freiherr Clemens von Eltz-Rübenach auch den Fronhof in Köln-Merheim, eine ursprünglich fränkische Hofanlage aus dem 7. oder 8. Jahrhundert.
Am Ende des Zweiten Weltkrieges wies Schloss Wahn starke Beschädigungen auf. Im Jahre 1964 erfolgte eine umfassende Renovierung des Haupthauses und 1988 schlossen sich die Ausbauten der Remise und der Rentei an. Zur landwirtschaftlichen Hofanlage des Schlosses gehörte auch der unmittelbar angrenzende Eltzhof, der sich seit dem Jahre 1835 ebenfalls im Eigentum derer zu Eltz-Rübenach befindet.

## Baustil
Schloss Wahn wurde in der Zeit von 1753 bis 1757 ursprünglich als einheitlicher vierflügeliger Gebäudekomplex im Stil des Spätbarock errichtet. Die Konzeption des Bauensembles entsprach im Wesentlichen den Plänen des Architekten Johann Georg Leydels, einem Mitarbeiter Balthasar Neumanns; Neumann hatte unter anderem die Schlösser Türnich und Morsbroich sowie das ehemalige Erzbischöfliche Palais in Köln geplant.

## Lage und Ausstattung

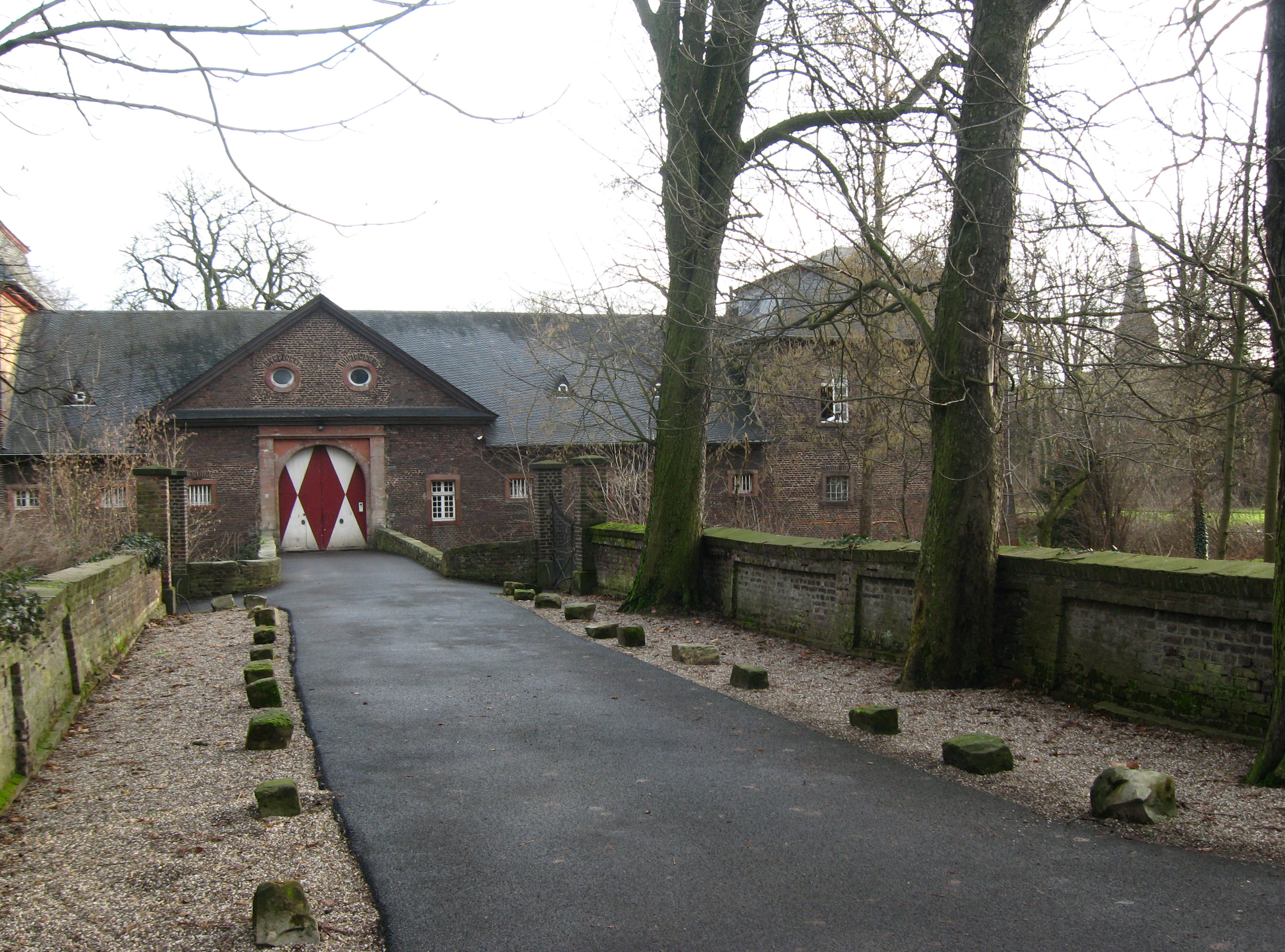
Zugang

Das Schloss ist über eine gemauerte Brücke und das historische Tor erreichbar. Der Schlosshof wird von einem dreiflügligen Gebäudeensemble umfasst. Dort befindet sich ein großer Kastanienbaum auf einem Rondell, zusammen mit der Eisenskulptur „Potential“ von Ansgar Nierhoff; die Skulptur ist eine Dauerleihgabe des Museums Ludwig aus Köln.
Das nach Norden hin ausgerichtete Schloss wird im Osten von der Rentei und im Westen vom Kavalierhaus flankiert. Über zwei geschwungene Freitreppen der Schlossterrasse ist der Schlosspark mit altem Baumbestand zu erreichen.
Auf dem Schlossgelände befindet sich auch die historische Grabkapelle der Eigentümerfamilie Freiherren von Eltz-Rübenach; in der dortigen Familiengruft ist neben anderen Familienmitgliedern der Reichsverkehrs- und Postminister Paul von Eltz-Rübenach bestattet.

## Heutige Nutzung

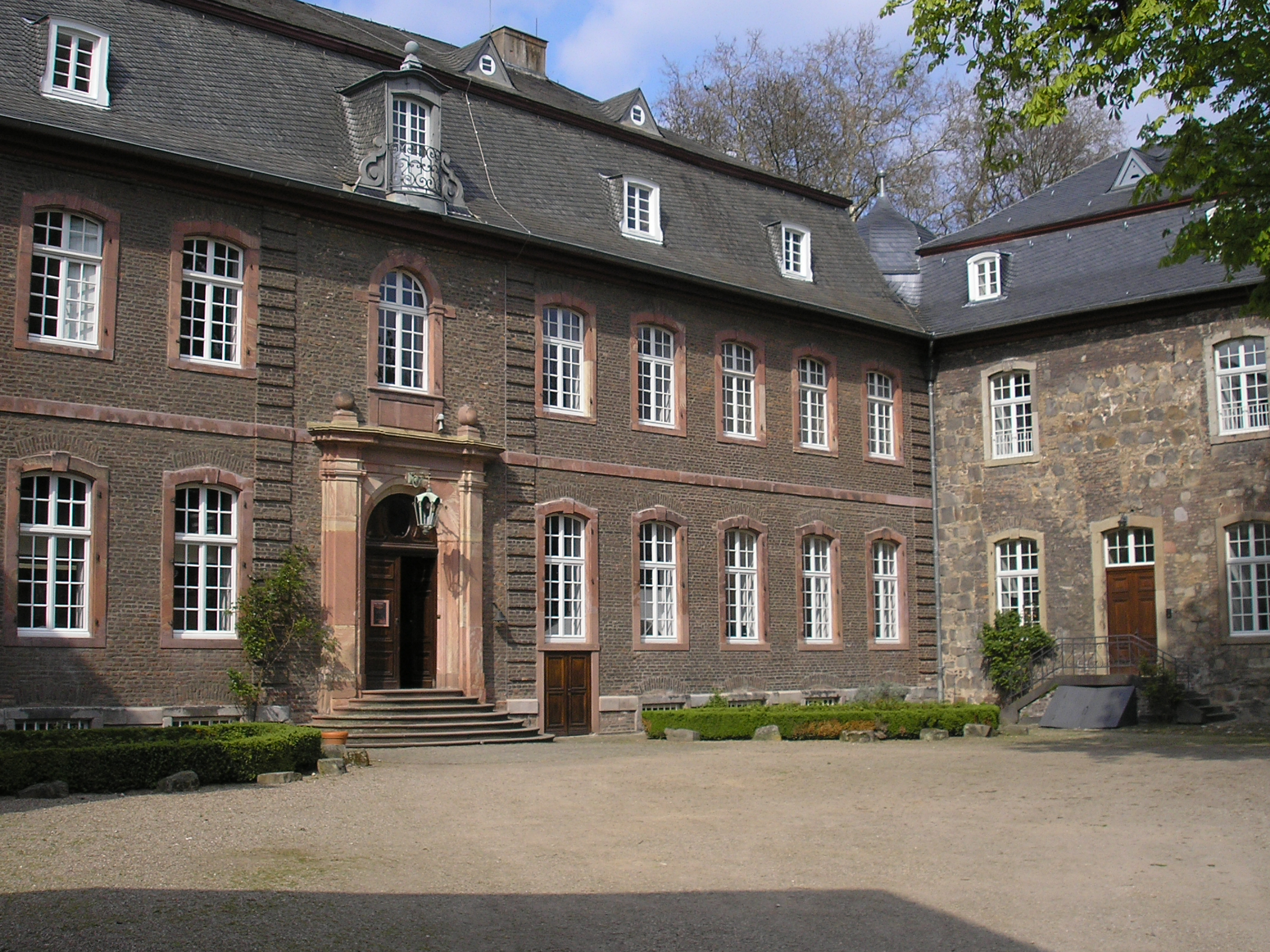
Eingang zur Theaterwissenschaftlichen Sammlung der Universität zu Köln

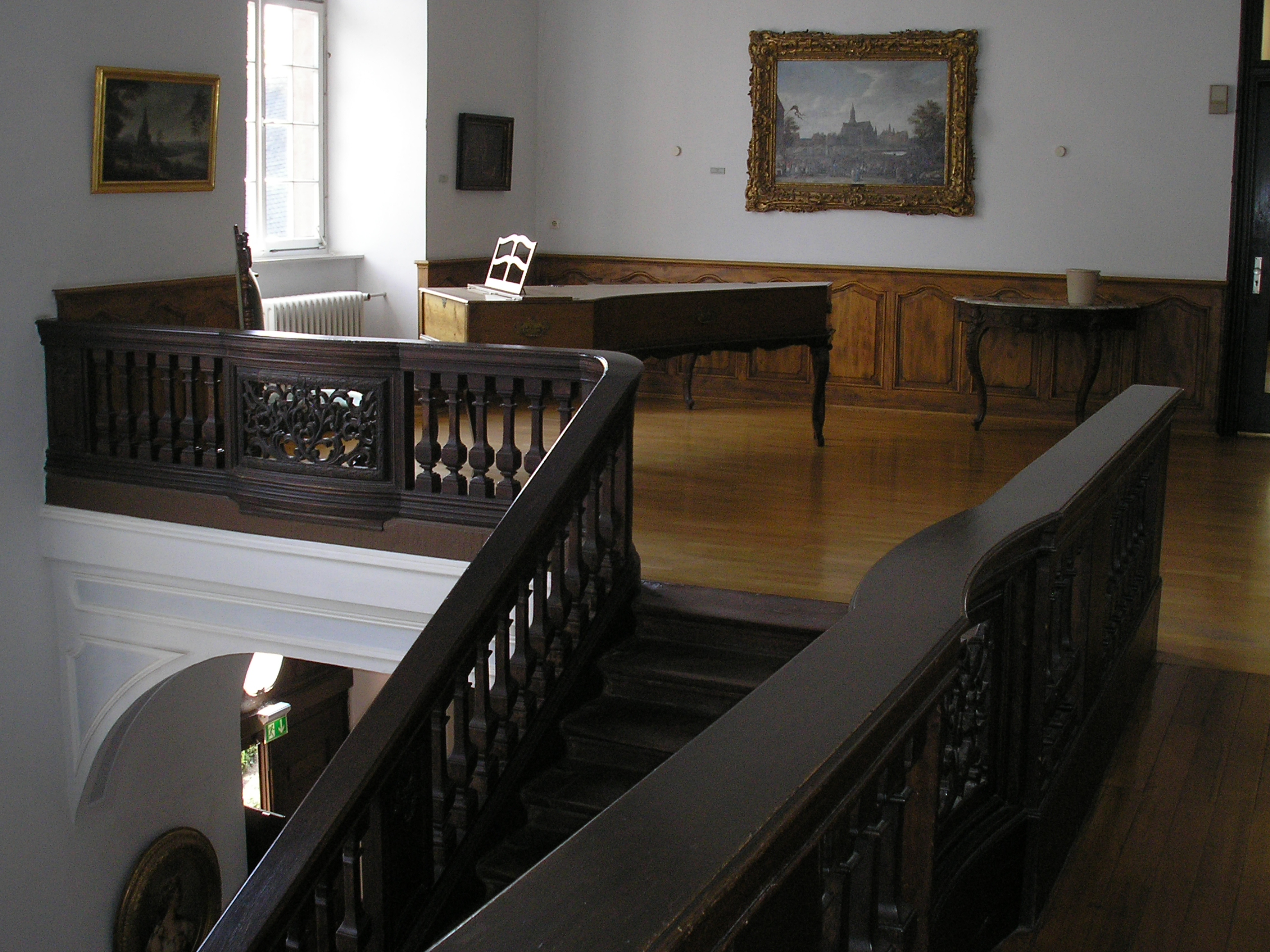
Treppenhaus

Im Jahre 1947 verpachtete die Eigentümerfamilie Eltz-Rübenach das Schloss an die Universität zu Köln, die hier seit 1955 ihre Theaterwissenschaftliche Sammlung beherbergt. Diese Sammlung von Theatralia gehört weltweit zu den größten ihrer Art und beinhaltet überwiegend Bild- und Textmaterial zum europäischen Theater vom 16. Jahrhundert bis heute. 100 000 Bände der Theaterliteratur werden dort unter anderem aufbewahrt. Der Nachlass Karl Valentins und Willy Millowitschs und eine Sondersammlung des Hänneschen-Theaters sowie ein Kriegstheaterarchiv gehören ebenfalls zum Inventar der Sammlung.
Seit dem Jahre 2007 ist Schloss Wahn auch Außenstelle des Standesamtes Köln und in den historischen Räumlichkeiten werden Trauungen durchgeführt.
Die historischen Räume im Erdgeschoss des Haupthauses stehen der Öffentlichkeit nicht zur Verfügung und werden heute von der Universität Köln für Konzerte und akademische Veranstaltungen genutzt; die Räumlichkeiten können aber für Hochzeiten gegen Gebühr angemietet werden. Das Haupthaus beherbergt die folgenden Räumlichkeiten:
- Vestibül: Eine breite Sandsteintreppe mit einer aufwendig geschnitzten Balustrade und offenem Kamin führt zentral zu den Salonzimmern.
- Gartensaal: Das Herzstück des Schlosses ist der künstlerisch gestaltete Gartensaal, mit geschwungener Freitreppe und Terrasse zum Schlosspark. Dieser älteste Raum des Gebäudes beherbergt deckenhohe Ölgemälde des 18. Jahrhunderts.
- Chinesisches Zimmer: Ein im chinesischen Stil des Rokoko eingerichteter Saal.
- Refektorium: Ein mit Marmorkamin und historischen Ölgemälden ausgestatteter Salon.
- Pompejanisches Zimmer: Ein im Stil des Neoklassizismus eingerichteter Salon.
- Musikzimmer: Ein mit historischen Möbeln eingerichteter weiterer Salon.
- Wiener Zimmer: Ein für kleinere Veranstaltungen konzipierter Saal, der historisch möbliert ist.

Eine Nutzung für den protokollarischen Empfang des türkischen Präsidenten Recep Tayyip Erdoğan am 29. September 2018 durch die Landesregierung von Nordrhein-Westfalen ließen die Eigentümer des Schlosses kurzfristig durch das Landgericht Köln verbieten, da sie eine derartige Nutzung aus politischer Überzeugung ablehnten und der Mietvertrag mit der Universität sie nicht vorsehe.

## Persönlichkeiten

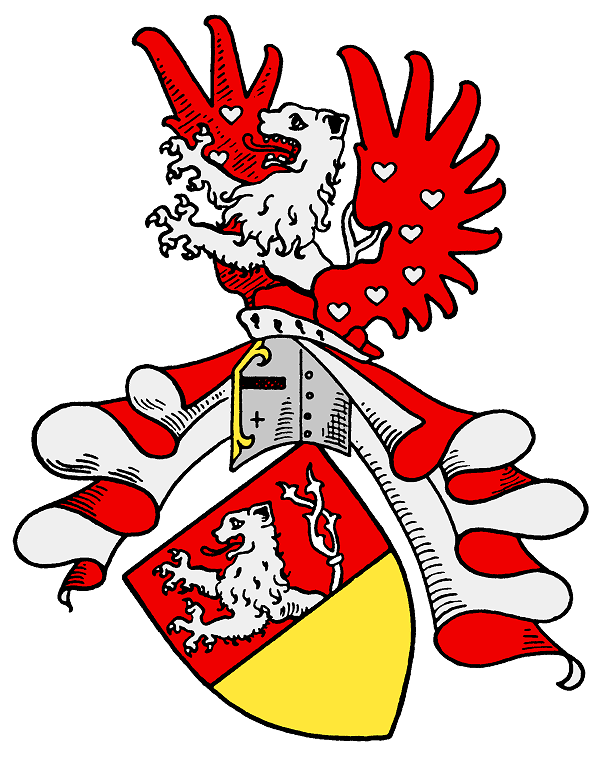
Wappen der Eigentümerfamilie: Freiherren von Eltz-Rübenach

- Kuno von Eltz-Rübenach (1904–1945), Reichstagsabgeordneter der NSDAP und SS-Brigadeführer
- Paul Freiherr von Eltz-Rübenach (1875–1943), deutscher Reichsverkehrsminister